# Filemè
Filemè (en llatí Philemenus, en grec antic Φιλήμενος) fou un jove noble de Tàrent que va dirigir la conspiració per entregar als cartaginesos la ciutat l'any 212 aC.
Amb l'excusa d'anar de cacera s'allunyava sovint de la ciutat i tornava a la nit i així va fer amistat amb alguns guardians de les portes fins que va aconseguir que les portes s'obrissin si feia un senyal a una hora determinada que era la que acostumava a tornar. Una nit, ja concertat amb els cartaginesos, va introduir a la ciutat un miler de soldats africans, mentre un altre conspirador, Nicó Percó, deixava entrar al mateix Hanníbal per un altre lloc. La ciutat va passar a mans dels cartaginesos, menys la ciutadella, segons diu Polibi.
Va estar al costat dels cartaginesos el temps que va durar l'ocupació de la ciutat i va morir probablement en les lluites que van portar a la seva reconquesta pel cònsol romà Quint Fabi Màxim Verrugós el 209 aC. no se sap com va morir ja que no es va trobar mai el seu cos, segons Titus Livi.